# Euconnus maklinii
Euconnus maklinii är en skalbaggsart som först beskrevs av Mannerheim 1844.  Euconnus maklinii ingår i släktet Euconnus, och familjen glattbaggar. Arten är reproducerande i Sverige.